# THE WIND
「THE WIND」（ザ・ウィンド）は、日本の女性シンガーソングライター、椎名恵の7枚目のシングル。

## 解説
表題曲の「THE WIND」は、フジテレビ系テレビドラマ『プロゴルファー祈子』の主題歌。椎名の楽曲がフジテレビのドラマで使用されるのは、「今夜はANGEL」「愛は眠らない」「悲しみは続かない」に続き4曲目である。
原曲は3rdシングル「風に抱かれて」（「超時空ロマネスク SAMY MISSING・99」主題歌）であり、再レコーディングにあたってサビの歌詞とバックトラックを変更している。
同年11月21日にはB面の「午後10時からの不在」と共に、3rdアルバム『W CONCERTO』に収録された。ジャケットは同アルバムの別ショットを使用している。

## 収録曲
編曲：戸塚修
1. THE WIND
作詞：椎名恵
作曲：池毅
2. 午後10時からの不在
作詞：麻生圭子
作曲：椎名恵

## 収録アルバム
- W CONCERTO（#1,2）
- Collection（#1,2）
- Collection II（#1）
- The Best～24hearts～（#1）
- Single Collection 1（#1,2）
- 大映テレビ主題歌コレクション～フジテレビ編[2]（#1）